# Hallormsstaðaskógur
Hallormsstaðaskógur és el bosc més gran de tot Islàndia. És a l'est del país al costat de Lagarfljót. Per amunt del bosc és Hallormsstaðaháls que és entre Fljótsdals i Skriðdals.